# Intendente Alvear
Intendente Alvear – miasto w Argentynie, w prowincji La Pampa, stolica departamentu Chapaleufú.
Według danych szacunkowych na rok 2010 miejscowość liczyła 7 510 mieszkańców.